# Alcides agathyrsus
Alcides agathyrsus é uma mariposa, ou traça, diurna da família Uraniidae, encontrada em Nova Guiné e ilhas Salawati, Buru, Amboina e Seram. Foi classificada por Kirsch em 1877. Esta espécie é aparentada com Chrysiridia rhipheus, conhecida por Rainha-de-Madagáscar e considerada a mariposa mais bonita do mundo.

## Descrição
Alcides agathyrsus possui asas de um tom enegrecido, vista por cima, com faixas de tonalidade amarelo-cobreada a azulada; diferindo da espécie Alcides aruus, da mesma região, pela faixa mais estreita nas asas posteriores. Possuem pequenas caudas na metade inferior das asas posteriores e contornos de tonalidade branca em suas bordas irregulares.

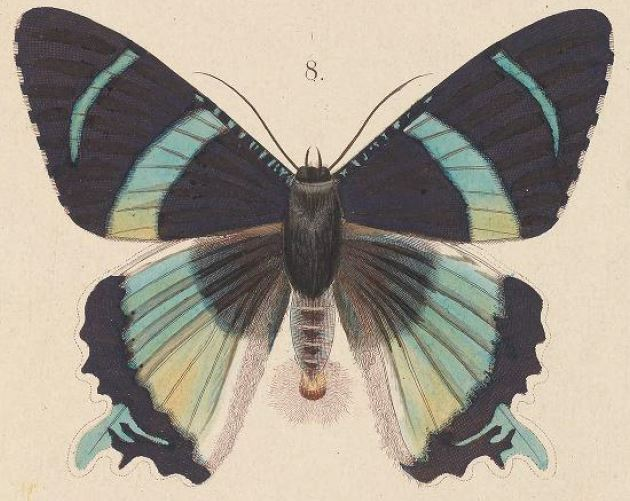
ilustração, em vista superior, de Alcides agathyrsus, publicada por Kirsch, seu catalogador, no livro Beiträge zur kenntniss der Lepidopteren-fauna von Neu Guinea.
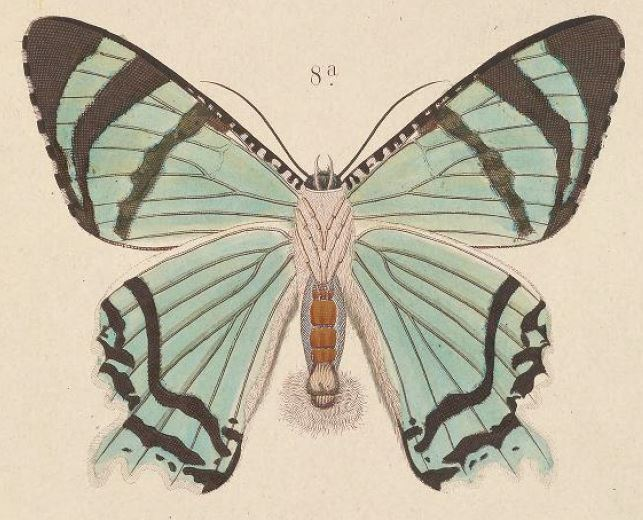
ilustração, em vista inferior, de Alcides agathyrsus, publicada por Kirsch, seu catalogador, no livro Beiträge zur kenntniss der Lepidopteren-fauna von Neu Guinea.

## Mimetismo porPapilio laglaizei
Lagartas de mariposas do gênero Alcides alimentam-se de plantas da família Euphorbiaceae, cujo nível de toxinas acumuladas acaba por afastá-las de predação em sua fase adulta. Na mesma região de Alcides agathyrsus ocorre uma borboleta Papilionidae de asas de coloração similar, Papilio laglaizei, estudada no mesmo ano por Depuiset. Ela mimetiza a mariposa para obter a mesma vantagem de escape à predação.